# Sistemas de CRM
Os sistemas de CRM são aplicativos de informação desenvolvidos com o objetivo de auxiliar na gestão do relacionamento com o cliente. Conceitualmente, dá-se o nome de CRM à gestão deste relacionamento, e de sistemas de CRM aos sistemas empregados para a gestão deste relacionamento.
CRM (Customer Relationship Management) é um termo muitas vezes mal empregado que muitas empresas utilizam para se referir ao software e a outras tecnologias utilizadas para implantar soluções de CRM. O CRM é uma filosofia, uma estratégia e um processo.Ela inclui os três pilares e outros princípios de marketing de relacionamento, e se baseia em dados e conversas de clientes, e é facilitada pela tecnologia.

## Benefícios do CRM
Os benefícios de implantar CRM inclui o aumento das receitas a partir do melhor foco nos clientes potenciais, aumento da participação nos gastos dos clientes atuais, e retenção de clientes por períodos mais longos. Estas vantagens são quantificadas por meio de bancos de dados que ajudam as empresas a compreender melhor seus clientes e a utilizar esse conhecimento para promover a lealdade e otimizar o valor do cliente no tempo. As táticas de CRM também podem reduzir custos, resultando em maior rentabilidade. Por fim, as táticas de CCM/CRM social ajudam as empresas a gerir suas reputações na mídia social.
Uma das razões pelas quais a retenção de clientes é menos onerosa que a aquisição é o menos custo de propaganda e de descontos alem disso, taxas de respostas mais elevadas aos investimento promocionais geram mais lucros. Equipes de vendas podem ser mais eficazes quando elas conhecem bem cada cliente individualmente. Outra razão pela qual o CRM faz sentido é de que os clientes leais são clientes experientes. Eles conhecem bem os produtos, e sabem para quem ligar na empresa quando tem dúvidas. Clientes leais custam menos para o atendimento ao cliente.
Ter mais clientes leva a mais vendas. No entanto, a aquisição e retenção de clientes são apenas parte da equação. A empresa deve também tentar suas vendas para cada um dos seus clientes. além de comprar mais os clientes satisfeitos recomendam websites, lojas e produtos para seus amigos por e-mail, redes sociais e outras mídias sociais. A comunicação boca a boca entre os clientes tem sido chamado de coração do CRM. O boca a boca positivo pode atrair muitos clientes novos; no entanto, o boca a boca negativo pode afasta-los. 
Outro ponto muito importante é que os sistemas de CRM que possuem uma orientação mais voltada para facilitar as atividades das equipes de vendas, ajudam a agilizar a emissão de propostas e fechamento de negócios dentro da própria plataforma, aumentando o ganho operacional através do aumento das receitas e pela redução do CAC (custo de aquisição de cliente) pela produtividade da equipe . 

## Origem dos sistemas de CRM
O conceito de Customer relationship management surgiu no início dos anos 70, quando a satisfação dos clientes era avaliada por meio de pesquisas anuais. Nessa época as empresas dependiam dos computadores Mainframe para automatização de vendas, mas essa tecnologia permita que eles categorizassem os clientes em planilhas e listas. Em 1982, Kate e Robert D. Kestnbaum introduziram o conceito de Database Marketing, aplicando métodos estatísticos para analisar e coletar dados dos clientes. Em 1986, Pat Sullivan e Mike Muhney lançaram um sistema de avaliação de clientes chamado ACT!, baseado no princípio de um Rolodex digital, que oferecia um serviço de gerenciamento de contatos pela primeira vez.
A nova tendência foi seguida por diversos desenvolvedores, incluindo Thomas Siebel, que criou o primeiro produto CRM, o Siebel Systems em 1993.Entretanto, o CRM se popularizou em 1997, devido ao trabalho da Siebel, Gartner e IBM. Entre 1997 e 2000, os pioneiros dos produtos CRM foram enriquecidos com as funções de Sistema integrado de gestão empresarial (Enterprise Resource Planing) e também capacidade para funções de marketing.Siebel então introduziu o primeiro app CRM, chamado de Siebel Sales Handheld, em 1999. A ideia de uma base de clientes armazenada em nuvem e móvel foi adotada pouco depois por outros provedores, incluindo PeopleSoft, Oracle e SAP.
O primeiro CRM de código aberto foi desenvolvido pela SugarCRM em 2004. Durante esse período, o CRM estava rapidamente migrando para a nuvem, tornando-o acessível para pequenos empreendedores. O crescimento na acessibilidade gerou uma grande onda de redução dos preços.

### Operacional
O CRM operacional abrange aplicações voltadas para o consumidor, tais como ferramentas para automação da força de vendas, apoio ao atendimento e ao call center e automação do marketing.

### Analítico
O CRM analítico abrange aplicações que tem a função de analisar dados do cliente gerados pelas aplicações do CRM operacional, com o objetivo de fornecer informações para o melhor gerenciamento do desempenho da empresa. As aplicações do CRM analítico se baseiam nos dados obtidos pelos sistemas CRM operacionais, dos pontos de contato com o cliente e outras fontes, que são organizadas em Data Warehouses (Armazém de dados), ou plataformas feitas para o processamento de dados, data mining e outras técnicas de análise e processamento de dados. Um outro dado importante gerado pelo CRM analítico é o valor do cliente ao longo do tempo para a empresa, o Customer Lifetime Value (CLTV).

### Colaborativa
A aplicação colaborativa é responsável por disseminar as informações obtidas no CRM operacional e no analítico, assim sendo, deixa que áreas diferentes conversem entre si e padronizem pontos de contato com o consumidor sem falhas.

### Estratégico
O CRM Estratégico visa o estudo do mercado para a elaboração de uma orientação estratégica, para implantar os demais tipos de CRM com maior eficácia.

## O CRM na empresa
Consultores, tais como a BAIN & Company dizem que é importante que as companhias estabeleçam fortes sistemas CRM para melhorar sua inteligência relacional. De acordo com esse argumento uma empresa tem que reconhecer que as pessoas tem diferentes tipos de relações com diferentes marcas. Esses tipos de relações podem ser positivos ou negativos. Alguns dos clientes veem-se amigos como das marcas, enquanto outros como inimigos, e alguns ficam no 'meio da relação' ou seja, o relacionamento pode ser distante, íntimo ou algo no meio disso.

### Analisando as Informações
As corporações devem melhorar sua inteligência de relacionamento nos sistemas CRM. Muitas das empresas armazenam e recebem grandes quantidades de dados sobre seus clientes através de e-mail, seções de chat online, entre outros. Apesar disso a maioria dessas empresas não fazem um bom uso desses dados.Todos esses são sinais de quais tipos de relacionamentos o cliente deseja com a empresa e, portanto, as empresas podem considerar investir mais tempo e esforço na construção de sua inteligência relaciona. Tudo isso são sinais de quais tipos de relações o cliente quer com a empresa. Redes sociais como o Facebook, Twitter, blogs, etc. São fatores importantes ao analisar informações. Entendendo as necessidades do cliente e capturar esses dados permite a empresa de converter essas informações em conhecimento, o que possibilita o maior entendimento sobre quais relações o cliente em potencial quer com a marca.
É de suma importância analisar todas essas informações para determinar quais relações se mostram as mais valiosas. Elas ajudam a converter os dados em lucros para a empresa.

### Treinamento de Funcionários
Muitas empresas tem implementado programas de treinamento para ensinar os empregados como reconhecer e criar fortes relacionamentos com o cliente. Um exemplo seria da Harley Davidson, que envia seus empregados para rodar as estradas com os clientes, que são motoqueiros, e isso ajuda a solidificar suas relações . Outros empregados são treinados em psicologia social e ciência social, para ajudar a fortalecer os laços com clientes.

### Aplicações
Aplicando novas tecnologias usando sistemas CRM requer grandes mudanças na infraestrutura organizacional bem como a implantação de novas tecnologias, como regras de negócios, banco de dados e tecnologia da informação.

## Na Prática

### Call-center
Provedores do Centro de contato CRM são populares para pequenas e médias empresas. Esses sistemas codificam as interações entre companhias e consumidores usando análises e indicadores de performance para entregar informações ao usuário focando no marketing e no serviço ao consumidor. Isso permite que os agentes têm acesso aos históricos de ligações, para providenciar um atendimento personalizado com o cliente. A intenção é em maximizar a receita média por usuário, diminuindo a taxa de rotatividade e o ocioso e improdutivo trabalho com os clientes.

### Centro de contato automatizado
O centro de contato automatizado é a prática de ter um sistema integrado que coordena os contatos entre as organizações e o público, é designado para reduzir a repetição e as partes tediosas de um agente de centro de contato. A automação prevê isso tendo áudios pré-gravados que podem ajudar o consumidor a resolver seus problemas. Por exemplo, um contato automático é capaz de ROTAR o cliente através de uma série de comandos perguntando a ele/ela para selecionar um número em ordem de fala, para um contato particular com o agente central.  Esse que esta especializado na área em que o cliente traz a questão. Ferramentas de software podem integrar quais as ferramentas o agente precisa para solucionar o problema do cliente. Isso também salva muito tempo para os empregados.

### Mídia Social
Social CRM envolve o uso de mídias e tecnologias sociais para aprender e se relacionar com os consumidores. Por causa do público, especialmente o mais jovem, há um grande crescimento no uso de sites de redes sociais, as companhias usam esses sites para atrair atenção para seus produtos, serviços e marcas, com o alvo de construir uma relação com o consumidor para aumentar a demanda.
Alguns sistemas CRM integram mídias sociais como Twitter, LinkedIn and Facebook para traçar e comunicar com os consumidores. Esses consumidores também dividem as próprias opiniões e experiências com os produtos e serviços da companhias, dando a essas empresas mais conhecimento. Além disso, essas firmas podem compartilhar suas próprias opiniões e acompanhar as de seus clientes.
Existem integrações que fornecem ferramentas para realizar uma gestão de vendas eficaz e outras que permitem aumentar o contato com seus clientes, fornecendo atenção personalizada, como a integração com o Whatsapp.

### Serviços baseados em Localizações
Sistemas CRM também incluem tecnologias que criam campanhas de marketing geográfico. Esses sistemas pegam informações baseadas na localização física e as vezes integram com aplicativos populares de GPS baseados na localização. Isso pode ser usado para redes ou gerenciamentos de contatos, além de ajudar a aumentar as vendas, com base na localização.

### Transações empresa para empresa
Apesar da noção geral de que os sistemas CRM foram criados para o consumidor central, também podem ser aplicados para o ambientes B2B (Business-to-business, isto é, empresa para empresa) para agilizar e melhorar as condições de gerenciamento de clientes. Para um melhor nível de CRM operacional, o software tem de ser personalizado e entregue a níveis individuais.
As principais diferenças entre as praticas B2C(Business-to-costumer ou empresa-consumidor) e empresa para empresa de sistemas CRM são as dimensões dos dados de contato e a duração dos relacionamentos. Uma aplicação de uma empresa B2B deve ter uma função que conecta todos os contatos, processa-os e lida com o segmento de clientes e depois prepara um papel. A automação de processos de vendas é um requisito importante para os os produtos B2B. Deve-se gerir eficazmente o negócio e progredir em todas as fases ate a assinatura.

## Software CRM
Os softwares CRM dependendo do pacote contratado oferecem diversas funções desde ferramentas de nicho que executam funções básicas até aplicações integradas de larga escala, que realizam análises sofisticadas e interligam-se a outras grandes aplicações integradas, como sistemas integrados e gestão de cadeia de suprimentos, alguns pacotes podem até conter módulos para gestão do relacionamento com o parceiro (PRM — Partner Relationship Management) e gestão do relacionamento com o funcionário (ERM — Employee Relationship Management). O PRM tem como objetivo é melhorar a colaboração entre a empresa e seus parceiros de vendas utilizando os mesmos dados, sistemas e ferramentas que o CRM usa, já o ERM lida com assuntos de RH e estritamente relacionados ao CRM, tais como estabelecimento de objetivos, gestão do desempenho do funcionário, remuneração baseada no desempenho e treinamento. Algumas das funções mais comuns de um software CRM são mostradas abaixo:
- Integração das informações: A principal função de software CRM é a captação das informações dos clientes e sua integração a um banco de dados unificado. Esses dados, futuramente, poderão ser analisados, distribuídos e utilizados para fins estratégicos e mercadológicos, a critério da companhia.[24]

- Automação de marketing: Consiste em fazer tarefas repetitivas relacionadas com o marketing, Por exemplo, quando um consumidor potencial é adicionado ao sistema, um mecanismo automático pode enviar-lhe material de marketing, tipicamente via e-mail ou mídia social, com o objetivo de transformar uma “lead” de vendas em um consumidor pleno.[25]

- Automação do esforço de vendas: Também conhecida por SFA(Sales Force Automation), essa função automatiza algumas tarefas como controle de estoque, processamento de vendas além de analisar previsão de vendas e performance das vendas.[26]

- Automação da central de contatos: essa função é destinada a fazer com que o atendimento ao cliente seja mais rápida e eficiente tornando o processo menos tedioso, com a utilização de áudios pré-gravados para assistir na solução de problemas comuns enfrentados pelo cliente, e para a disseminação de informações além do funcionário ter em seu desktop Várias ferramentas de software que podem administrar as chamadas dos clientes, a fim de reduzir a duração das chamadas e simplificar os processos de atendimento ao cliente.[25]

- Tecnologia de geo-localização: ou serviços baseados em localização: alguns sistemas de CRM incluem tecnologia capaz de criar campanhas geográficas de marketing, baseadas na localização física dos consumidores, muitas vezes integradas com aplicativos populares de GPS.[25]